# 패스 (스포츠)
패스(pass)는 운동 경기에서는 흔한 기술로, 공이나 퍽을 같은 팀 선수한테 넘기는 것을 말한다. 그 예의 스포츠는 축구, 농구, 미식축구, 핸드볼, 하키 등이 있다.

## 핸드볼
상대편과 패스 리시버의 위치를 생각하여 여러 가지 패스 방법을 사용하여야 한다. 손목의 스냅을 잘 이용하여 정확한 위치로 해야 한다.
- 숄더 패스：거리와 스피드를 자유롭게 변화시킬 수 있어 가장 많이 사용되는 패스이다. 어깨 위에서 상체를 회전하는 힘과 손목의 스냅을 이용하여 상대의 가슴을 향하여 한 손으로 던진다.
- 푸시 패스：가까운 거리에 많이 사용되는 패스이다. 가슴 높이에서 손목의 스냅을 이용하여 볼을 밀어내듯이 패스한다.
- 체스트 패스：공을 가슴 앞에서 밀어내듯이 하는 패스.
- 훅 패스：목표를 향해 비스듬히 서서 한 발을 앞으로 내딛고 팔을 몸 옆에서 머리 위로 올리며 던진다.
- 바운드 패스：상대 선수가 앞에서 방해할 때 상대편 발 옆에 공을 바운드시켜 패스한다.
- 언더핸드 패스：짧은 패스와 백 패스로 사용된다. 양 무릎을 가볍게 굽히고 약간 허리를 낮춘 자세에서, 공을 밑으로 잡아 손바닥이 패스 방향을 향하도록 하여 던진다.

## 농구
2명 이상의 경기자가 공을 주고 받으며 상대편을 혼란시켜 득점 기회를 노리는 기술이다.
- 체스트 패스：패스한 발을 내딛으며 공을 가슴 앞에서 마루와 평형이 되도록 밀어 던진다.
- 언더핸드 패스：상대가 접근했을 때, 한 발을 옆으로 옮기면서 허리 아래에서 위로 밀어 올리듯이 던진다.
- 오버헤드 패스：공을 머리 위로 들어올리고 한 발을 옆으로 내디디면서 손목의 힘을 이용하여 던진다.
- 숄더 패스：공을 어깨 위에서 한 손으로 던지는데, 회전시키지 않도록 유의한다.
- 바운드 패스：공을 땅 위에 바운드시켜 던져 보낸다.⑥ 훅 패스：한 발로 점프하여 공을 몸 옆에서 들어 머리 위로 옮겨 손목의 스냅을 이용하여 반원을 그리듯이 던진다.

## 배구
상대편 공격을 리시브하여 공격 플레이로 전환시키는 기본 기술이다. 즉 패스는 수비뿐만 아니라 공격의 원동력이 되며, 게임의 승패를 결정짓는 중요한 기술이다.  패스할 때의 기본 자세는 발은 앞뒤로 벌리고 발뒤꿈치를 약간 들며, 무릎을 굽혀 몸의 중심을 낮게 한다. 두 손의 엄지와 엄지 사이를 약간 벌리고, 엄지와 집게손가락으로 삼각형을 만들며, 다른 손가락의 힘을 빼고 공 모양을 만든다.
- 오버핸드 패스：다리를 벌리고 무릎을 굽힌 자세에서, 공을 바로 쳐다보며 양팔을 얼굴 가까이에서 비스듬히 위로 튀겨 올리는 자세로 몸 전체를 일으키며 패스한다.
- 언더핸드 패스：낮거나 강한 공을 받아 패스하는 방법으로, 낮은 자세로 팔이나 양손에 대는 듯한 자세로 튀겨 올린다.  이 밖에도 앞으로 밀어내듯이 하는 체스트 패스, 뒤쪽으로 하는 백 패스, 뛰어오르면서 하는 점프 패스 등이 있다.

## 축구
두 사람 이상이 협력하여 상대의 마크를 피해 가면서 공을 다루는 기술이다. 패스는 주로 킥과 헤딩을 하여 자기편이 받기 좋도록 빠르고 정확하게 해야 한다.

## 럭비
럭비 풋볼의 가장 기초가 되는 중요한 기술이다. 공은 옆으로나 뒤로만 패스할 수 있으며, 앞으로는 패스할 수 없다. 항상 두 손으로 공을 잡고 패스하는데, 정지 상태에서 하는 스탠딩 패스와 달리면서 하는 러닝 패스 등이 있다.

## 같이 보기
- 패스 (축구)